# Pit de lluna elegant
El pit de lluna elegant ( Melanopareia elegans ) és una espècie d'ocell de la família dels melanopareids (Melanopareiidae) que habita a matolls i sotabosc de les terres baixes del sud-oest de l'Equador i nord-oest del Perú.